# Paderne de Allariz
Paderne de Allariz ist eine spanische Gemeinde (Concello) mit 1.352 Einwohnern (Stand: 2024) in der Provinz Ourense der Autonomen Gemeinschaft Galicien.

## Geografie
Paderne de Allariz liegt ca. 13 Kilometer südöstlich der Provinzhauptstadt Ourense in einer durchschnittlichen Höhe von ca. 445 m.

## Bevölkerungsentwicklung der Gemeinde
Legende: Paderne___Paderne de Allariz

Quelle: INE-Archiv – grafische Aufarbeitung für Wikipedia

## Gemeindegliederung
Die Gemeinde Paderne de Allariz ist in zehn Parroquias gegliedert:
| Parroquias               | Patrozinium  | Einwohner 2024 | Fläche km² | Dichte Einw./km² | Höhe msnm | Ortskennzahl |
| ------------------------ | ------------ | -------------- | ---------- | ---------------- | --------- | ------------ |
| Cantoña                  | San Mamede   | 84             | 2,56       | 33               | 488       | 32055010000  |
| Coucieiro                | San Vicente  | 155            | 3,94       | 39               | 0         | 32055020000  |
| Figueiredo               | San Pedro    | 141            | 4,22       | 33               | 427       | 32055030000  |
| Figueiroá                | San Xillao   | 220            | 7,27       | 30               | 509       | 32055040000  |
| Golpellás                | Santa Baia   | 79             | 1,13       | 70               | 379       | 32055050000  |
| Paderne                  | San Cibrao   | 83             | 2,31       | 36               | 438       | 32055070000  |
| San Lourenzo de Siabal   | San Lourenzo | 233            | 4,42       | 53               | 417       | 32055090000  |
| San Salvador de Mourisco | San Salvador | 163            | 6,83       | 24               | 629       | 32055060000  |
| San Xes                  | San Xes      | 33             | 3,90       | 8                | 525       | 32055080000  |
| Solbeira                 | San Salvador | 177            | 2,18       | 81               | 407       | 32055100000  |

## Wirtschaft
| Ackerbau, Viehzucht und Fischerei                                                  | 014 | 02,78  |
| Industrie                                                                          | 106 | 021,03 |
| Bauwirtschaft                                                                      | 043 | 08,53  |
| Dienstleistungsbetriebe                                                            | 341 | 067,66 |
| Total                                                                              | 504 | 100,00 |
| * Daten aus dem Statistischen Amt für Wirtschaftliche Entwicklung in Galicien, IGE |     |        |

## Sehenswürdigkeiten
- Peterskirche in Figueiredo

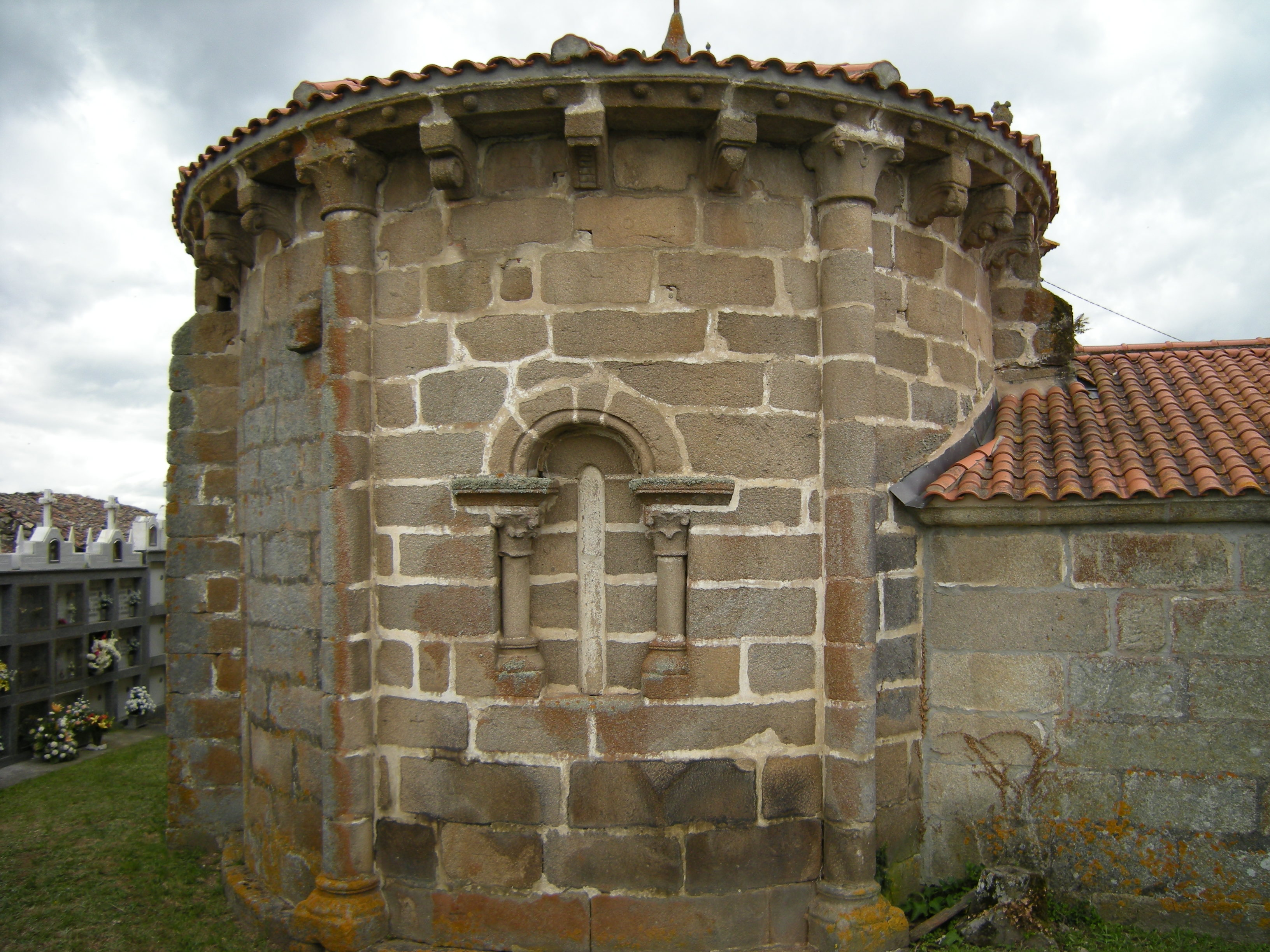
Peterskirche
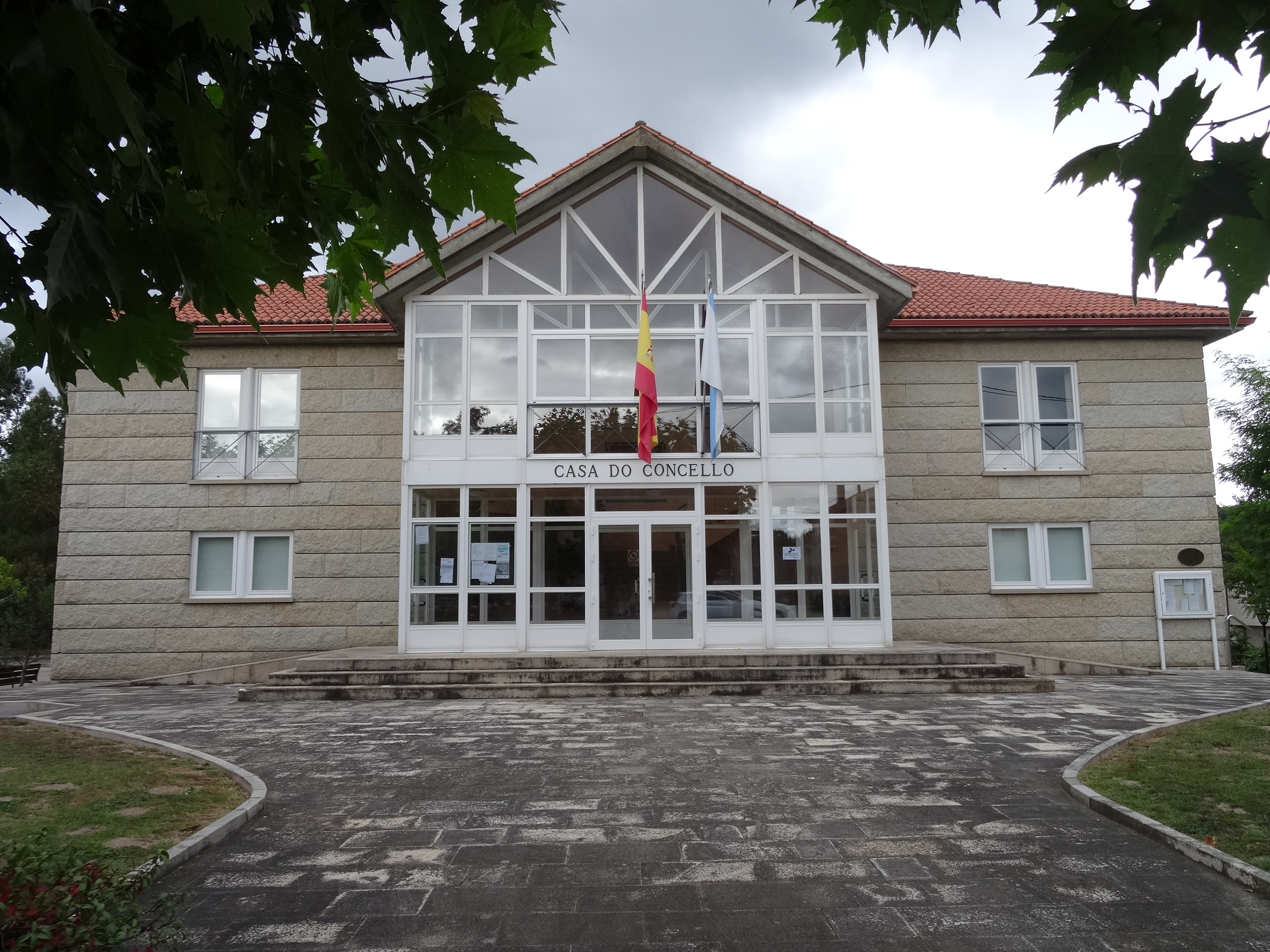
Rathaus